# کریستیان مغما
کریستیان مغما (انگلیسی: Christian Maghoma؛ زادهٔ ۸ نوامبر ۱۹۹۷) بازیکن فوتبال اهل جمهوری دموکراتیک کنگو است.
از باشگاه‌هایی که در آن بازی کرده‌است می‌توان به باشگاه فوتبال یئوویل تاون اشاره کرد.
وی همچنین در تیم‌های ملی فوتبال زیر ۱۶ سال انگلستان و جمهوری دموکراتیک کنگو بازی کرده‌است.